# Tata Nano

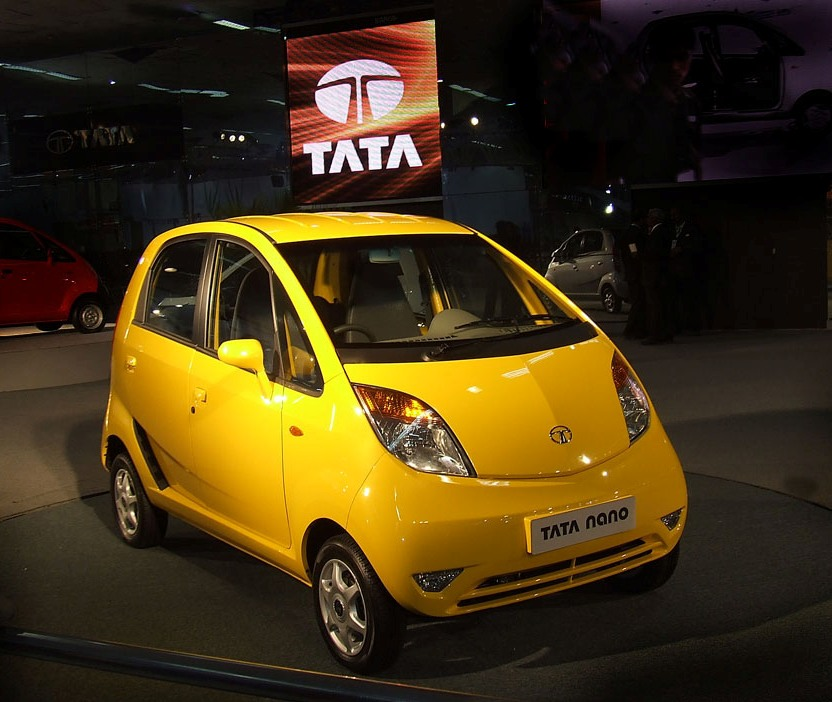
Tata Nano

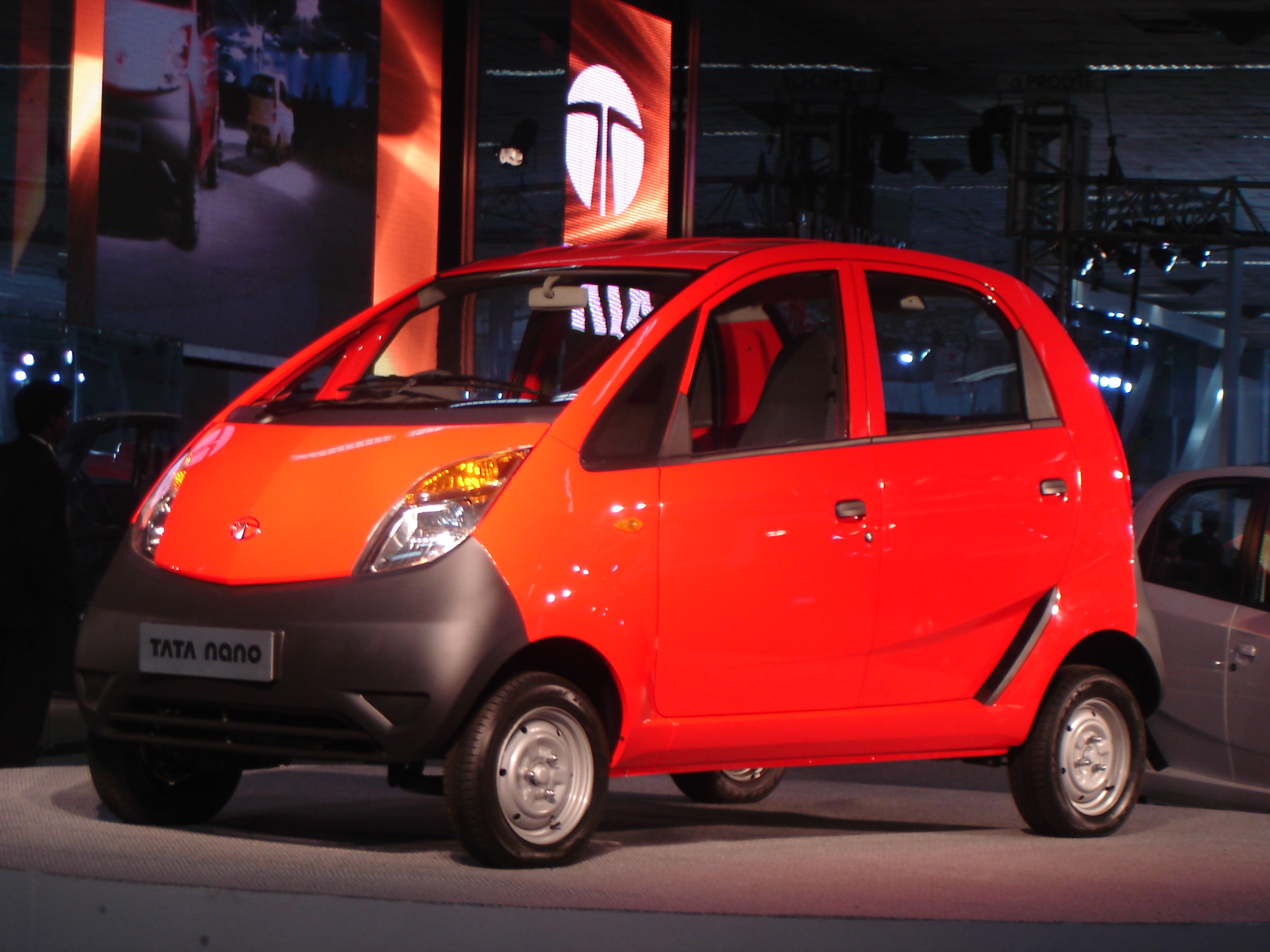
Tata Nano

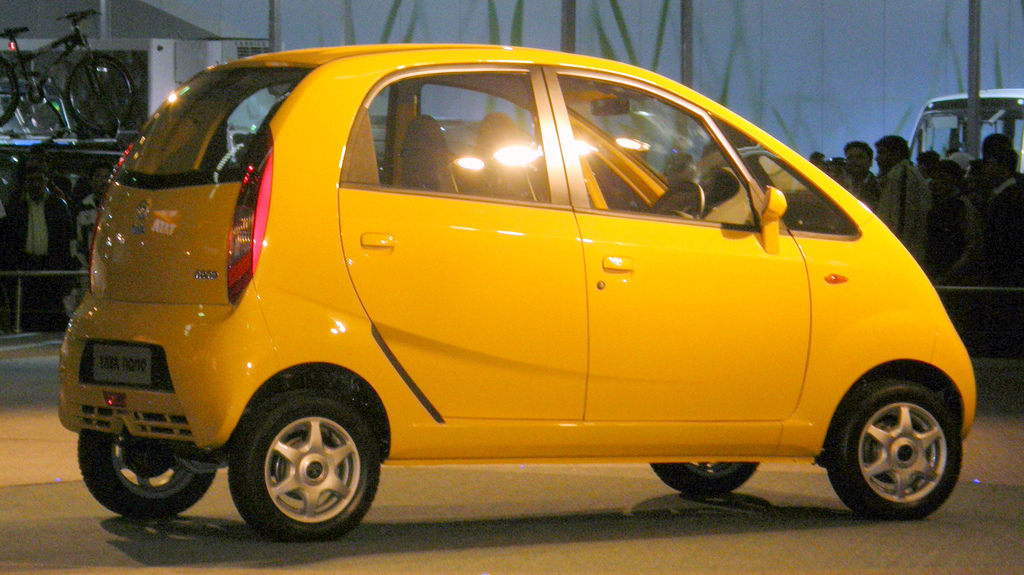
Tata Nano

Tata Nano – czterodrzwiowy, czteromiejscowy samochód typu kei-car koncernu Tata Motors. Premiera samochodu miała miejsce na dziewiątym corocznym Auto Expo 10 stycznia 2008 w indyjskim Pragati Maidan. Samochód napędzany jest dwucylindrowym silnikiem rzędowym o pojemności 0,6 litra i mocy 33 KM; niewykluczone jednak, iż w niedalekiej przyszłości pojawi się także wersja z silnikiem Diesla. Pierwsze egzemplarze zaczęły trafiać do klientów 17 lipca 2009. Obecnie jest to najtańszy dostępny w wolnej sprzedaży samochód świata.
Wyraz „nano” stosowany jest w układzie SI jako przedrostek oznaczający jedną miliardową (10−9). Pochodzi od greckiego słowa νᾶνος, czyli karzeł; potocznie w języku angielskim słowem nano określa się coś bardzo małego.

## Problemy z budową fabryki
Produkcja tego auta miała rozpocząć się pod koniec 2008 roku. Choć Nano miało być spełnieniem marzeń hindusów o własnym aucie, plany Tata Motors wywołały falę protestów wśród rolników w Bengalu Zachodnim, którzy oskarżali firmę o bezprawne przejęcie ziemi pod budowę fabryki. Z tego powodu prace przy budowie fabryki, w której zamierzano produkować te samochody, zostały wstrzymane w sierpniu 2008. Mimo że protesty w Bengalu Zachodnim ustały we wrześniu 2008, władze koncernu, obawiając się blokowania produkcji w przyszłości, w październiku 2008 podpisały umowę o budowie fabryki w stanie Gudźarat. Fabryka pod Ahmadabadem będzie produkować początkowo 250 tysięcy aut rocznie, dochodząc stopniowo do liczby 500 tysięcy.

## Dane techniczne

### Silnik
- R2 0,6 l (624 cm³), 2 zawory na cylinder, SOHC
- średnica × skok tłoka: 73,50 × 73,50 mm
- stopień sprężania: 9,5:1
- moc maksymalna: 33 KM (24,6 kW) przy 5500 obr./min
- maksymalny moment obrotowy: 48 N·m przy 2500 obr./min

### Osiągi
- przyśpieszenie 0-60 km/h: 8 s
- przyśpieszenie 0–100 km/h: brak informacji
- prędkość maksymalna: 105 km/h

## Wyposażenie
Samochód będzie oferowany w trzech wersjach: Nano, Nano LX i Nano CX. Niżej podano wyposażenie tych wersji przeznaczonych na rynek indyjski.

### Nano
- dostępne kolory: biały, czerwony, niebieski
- felgi stalowe
- wycieraczka o dwóch prędkościach
- przednia szyba bez przyciemnienia
- jednokolorowa winylowa tapicerka siedzeń i drzwi
- jutowa podsufitka
- cyfrowy wskaźnik paliwa z kontrolką rezerwy
- podświetlenie deski rozdzielczej
- podświetlenie kabiny
- dwuramienna kierownica
- zagłówki przednich foteli
- zasłony przeciwsłoneczne kierowcy i pasażera
- składane siedzenia tylne
- przesuwne siedzenie kierowcy
- regulowana wysokość przednich świateł
- schowki zintegrowane z siedzeniami
- trzecie światło stopu
- szyby ze szkła klejonego
- zamek tylko w drzwiach po stronie kierowcy
- pasy bezpieczeństwa dla wszystkich siedzeń
- bezdętkowe opony radialne

### Nano CX
- dostępne kolory: biały, czerwony, niebieski, srebrny, złoty
- szyby przyciemnione
- dwukolorowe winylowe obicie siedzeń i kierownicy
- poliestrowa podsufitka
- półka bagażnika
- obicia słupków A i B
- zagłówki tylnych foteli
- przesuwne i regulowane obydwa siedzenia
- wspomaganie hamulców

### Nano LX
- dostępne kolory: żółty, srebrny, złoty
- zderzaki, klamki i lusterka w kolorze nadwozia
- przednie i tylne lampy przeciwmgielne
- częściowe kołpaki
- wycieraczka dwuprędkościowa z programatorem
- przednia szyba przyciemniana z pasem w górnej części
- dodatkowe pokrycie dachu i tylny spojler
- materiałowa tapicerka siedzeń i materiałowe wstawki w drzwiach
- elektroniczny licznik dzienny
- trójramienna kierownica
- elektryczne przednie szyby
- uchwyty na kubki
- dodatkowe schowki i konsola z gniazdem zapalniczki
- centralny zamek
- zamek także w drzwiach po stronie pasażera

## Cena
Cena podstawowej wersji miała wynosić nie więcej niż 100 tysięcy rupii (około 1700 euro lub 6 tysięcy złotych), ale w Europie kilkukrotnie więcej niż w Indiach. Głównym konkurentem cenowym Nano na rodzimym rynku jest Maruti 800 – przed uruchomieniem produkcji Taty był to najtańszy indyjski samochód (kosztował około 185 000 rupii, czyli 4000 dolarów).